# Пигмент
Пигмент је материјал који изгледа обојено као резултат селективне апсорпције светлости. Обојеност долази услед одбијања и преламања светлости, флуоресценције, фосфоресценције или луминесценције. Могу бити природни и вештачки, органски и неоргански. Неоргански пигменти имају већи значај од органских јер се користе за бојење скоро свих површина: кожа, текстил, дрво, стакло... Природни неоргански пигменти су по хемијском саставу минералне материје силисфати, карбонати, фосфати и различитих метала. Веома су постојани према светлости, атмосферским утицајима и високој температури. Неоргански пигменти се јављају у великом асортиману боја и нијанси. Органски пигменти су производи дестилације катрана каменог угља. Називају се катранске боје и на тржишту се јављају у великом броју. Користе се за бојење пластичних маса, гуме, керамике, текстила, стакла... Природне органске боје су најскупље јер су постојане нетоксичне, отпорне на атмосферске утицаје, имају добру примену у бојењу прехрамбених производа. Ове боје су производ лучења жлезде инсеката шкољки, док се већи број ових пигмената налазе у етарским уљима и разним плодовима биљака. У биологији пигмент је било која супстанца која даје боју ћелијама или ткивима.
Пигмент је материја која је носилац боје у живим организама. Пигменти се у ћелијама у облику зрнаца, капљица и кристала; често су везани на беланчевине. Важни су за живот биљака, животиња и човека. Подрекло им је двојако: створени су у протоплазми специјалних ћелија као ендогени пигменти (пластиди) или доспевају у ћелије инфилтрацијом као егзогени пигменти. Најраширенији су пигменти: порфирини (хлорофил, хемоглобин, цитохроми и други), каротеноиди (жути ксантофили и наранчасти до наранчастоцрвени каротени, који се налазе у различитим ткивима биљака, праживотиња, сунђера, маховњака, јежинаца, кичмењака, те фукоксантин код смеђих и неких других алги), фикобилини (фикоеритрин и фикоцијан), антоцијани (црвене, љубичасте и плаве боје) те њихове безбојне модификације леукоантоцијанидини (бела боја латица), флавони и флавоноли (жуте боје познате и под називом антоксантини; налазе се у листовима, цветовима и плодовима биљака, а долазе и у неких врста кукаца и јежинаца). У вакуолама већине биљака реда Caryophyllales налазе се црвени или жути беталаини, који у свим молекулима садрже азот: бетанидин у корену цвекле, филокактин у биљкама рода Phyllocactus, жути пигмент у западноиндијске опунције. Такав је и аманитин, црвени пигмент у отровне гљиве црвене мухаре. У биљном свету раширени су и хинони (на пример смеђа јесења боја листова крушке), а налазе се и у унутрашњим органима морских јежева и инсеката (нафтокинони). У перју, длакама и кожи животиња и човека налазе се меланини. Код патолошких стања пигменти могу бити абнормално појачани (на пример код жутице) или их нема (албинизам). Расподела пигмената на површини (кожи) људског, животињског или биљног организма назива се пигментација.
Пигмент је материјал који изгледа обојено због селективне апсорпције и рефлексије светлости. Пигменти се користе као материје које дају боју фарбама, тинтама, пластичним и текстилним материјалима као и прехрамбеним и козметичким производима. Могу бити од природних материјала (органског или неорганског порекла) или вештачки (хемијски синтетисани). На пример пигменти минерала: окер, црвени, зелени или пигменти из шкољки. У индустрији и уметности пигменти су нерастворене, чврсте материје које се обично користе у облику праха заједно са везивима (уље, лепак, лакови, јаје) и другим састојцима (на пример вода).

## Пигменти у индустријској примени
Пигменти су обојене материје које су као носиоци обојености састојци различитих производа као што су боје и лакови, штампарске боје, гума, пластика, керамика, папир, синтетска влакна, бетонски, прехрамбени и козметички производи. За разлику од топљивих боја (у води, органским растварачима или материјалу који треба обојити) и бојила, пигменти нису растворни у осталим састојцима материјала у који се уграђују, већ су диспергирани у фином уситњењу, све до нанометарских честица. Од многих својстава пигмената најважнија је њихова боја, која зависи од апсорпције, односно рефлексије видљивога дела спектра. Бели пигменти рефлектују готово сав спектар, црни га апсорбирају, а обојени један део апсорбирају, а остали рефлектирају.

### Природни пигменти
Од некод врло важних природних пигмената данас се у мањим количинама користе жељезооксидни пигменти (окер и црвени) и боксит, а повећава се употреба жељезнога лискуна (листићави хематит). Синтетски неоргански пигменти већином су осредње моћи бојења и велике покривности. У употреби су, осим чађи и графита, различита једињења метала, и то највише као:
- бели пигменти: титанијум-диоксид (рутил, анатас), цинк оксид и смеша цинк сулфида и баријум сулфата (литопон);
- црни: чађ, графит и црни жељезооксидни пигмент;
- жути: жељезооксидни пигмент (окер), кадмијум сулфид, мешани кристални метални комплекси (оксиди титанијума, антимона и никла) те хромати кадмијума, баријума, цинка и стронцијума;
- наранчасти: оловни хромат или молибдат;
- црвени: жељезооксидни пигмент;
- плави: калијум, натријум и амонијум хексацијаноферат (милори, пруски и кинескоплави пигменти), натријум алумосиликат који садржи и сумпор (ултрамарин) и кобалтов/хромов алуминат;
- смеђи: жељезооксидни пигмент;
- зелени: хром оксид.

Значајну употребу као пигменти имају и метали: љускице алуминијума и бронзе, цинков прах.

### Синтетски органски пигменти
Синтетски органски пигменти велике су моћи бојења и мале покровности. У употреби су:
- жути, наранчасти и црвени азо-, диазо- и комплексни азо-пигменти, хетероциклички (изоиндолин) и антрахинонски, те црвени хинахридонски пигменти;
- љубичасти: диоксазински и хинахридонски пигменти;
- плави: фталоцијанински (бакарни фталоцијанин) и индантренски;
- смеђи: хинахридонски;
- зелени: фталоцијанински (халогенирани бакарни фталоцијанин) и никлови азо-пигменти.

Пигментима се постижу и посебни оптички учинци пигментираних производа (транспарентност, метални или седефаст изглед, луминисценција), те нека друга својства као повећана отпорност према корозији, електричну проводност и магнетичност.

#### Индекс боје
Индекс боје међународни је систем кодирања органских пигмената, у којем се наводи име групе, тип и број боје, хемијски састав, комерцијално или трговачко име. Служи за једнозначну класификацију и идентификацију пигмената, а садржи више од 700 типова и више од 5000 појединачних пигмената.

#### Тржиште пигмената
Данашњи се велики потрошачи све више усмерују на употребу до 15 висококвалитетних пигмената у облику течних препарата (колоранти, пигментне пасте), који се пласирају и као тржишни производи. Индустрија боја и лакова користи још за метални изглед алуминијумске љускице и хемијски обрађен лискун, као антикорозивне пигменте цинков прах, цинк фосфат и жељезни лискун, те већи број пигмената за специфичне производе, за посебне оптичке учинке и нека друга својства. Због еколошки неподобних својстава готово су потпуно изван употребе некад много кориштени пигменти на бази олова (на пример изразито антикорозивни минијум), а стално се смањује и потрошња пигмената на бази хрома.

## Пигменти за боје и лакове
Један од основних састојака прекривног средства или боје чине пигменти, нетопљиве неорганске или органске чврсте материје које селективно упијају (апсорбују) и одбијају (рефлектују) светлост, а суспендиране у везивима дају превлакама обојење. Пигменте за прекривна средства карактерише читав низ хемијских и физичких својстава: боја, моћ бојења, моћ покривања, величина и облик честица, квашење, апсорпција уља, способност спречавања корозије, те отпорност према светлу, топлоти, води и хемикалија, и друга. Избором пигмената и њиховом количином може се знатно утицати на основна својства сваког прекривног средства, било у течном стању, то јест пре наношења на подлогу (боја, сушење, вискозност, седање), било након наношења (боја, непрозирност, сјај, тврдоћа, еластичност, приањање, трајност, хемијска отпорност, отпорност према различитим утицајима, те антикорозивна својства).

## Подела пигмената
Уобичајена подела пигмената на неорганске и органске темељи се на различитим својствима условљеним хемијским саставом. Неоргански пигменти, великих примарних честица с обзиром на органске, имају високе тачке топљења, велике су густине (од 2 700 до 6 000 kg/m3), имају врло добру моћ покривања, слабу моћ бојења, а одликују се често неограниченом светлосталношћу у пуном и у разређеном тону. Органски пигменти, малих примарних честица, имају ниске тачке топљења, мале густине (од 1 200 до 1 800 kg/m3), слабу моћ покривања, велику моћ бојења, чистоћу тона, те ограничену светлосталност у пуном тону, која често разређењем још и опада. Осим тога пигменти се могу разликовати и према главним подручјима примене: пигменти за постизање оптичких учинака (бели, црни и остали обојени пигменти, метални пигменти), антикорозивни пигменти, посебни или специјални пигменти (флуоресцентни, електрично проводни, индикаторски и други). Међу њима су најважнији и највише употребљавани пигменти који служе да би се површина предмета или објеката заштитила или јој се дало неко обојење.

### Неоргански пигменти
Главни неоргански пигменти јесу титанијум-диоксид (2), литопон (ZnS + BaSO4 или 4), цинково белило (ZnO), оловно белило, антимон(III) оксид и тако даље. Од те је групе најважнији титанијум-диоксид, чија је примена универзална захваљујући његовој белини, великој моћи покривања, температурној стабилности, те инертности према везивима, растварачима и различитим хемијским агенсима. Литопон се данас углавном употребљава за дисперзијске унутрашње превлаке и за темељне боје, цинк оксид у мањим количинама као фунгицидно средство, док се оловни били пигменти готово више не употребљавају. Антимон(III) оксид употребљава се највише у производњи незапаљивих боја на основи хлоркаучука. С обзиром на хемијски састав разликује се неколико група неорганских обојених пигмената.

#### Оксиди
Оксиди могу бити једноставни, на пример жељезни оксиди и хидроксиди (жути, црвени, смеђи и црни), хромни оксиди (зелени), оловни минијум као антикорозивни пигмент, те мешани (супституирани) рутили и спинели. Та се група пигмената одликује особитом светлосталношћу, врло високом температурном отпорношћу до 500 °C и више (осим жутих, смеђих и црних жељезних оксида), врло добром отпорношћу према хемикалијама, те великом моћи покривања.

#### Сулфидни и селенидни пигменти
Сулфидни и селенидни пигменти јесу кадмијеви жути, наранчасти и црвени, те плави ултрамарин. Ови пигменти показују одличну светлосталност, високу температурну отпорност (500 °C), врло добру отпорност према алкалијама, али слабу према киселинама и атмосферским утјецајима.

#### Хроматни пигменти
Хроматни пигменти јесу хромови жути и наранчасти, Pb(Cr,S)O4 и молибдатни црвени, 4, те мешани пигменти: хромов зелени и цинков зелени пигмент. Од антикорозивних пигмената из те су групе најважнији цинков хромат (цинков жути), цинков тетраоксидхромат, баријум хромат и стронцијум хромат. Својства те групе пигмената јесу осредња светлосталност и постојаност на атмосферске утицаје и хемикалије, те температурна отпорност до 160 °C. Посебном обрадом пигмената те групе (осим антикорозивних) могу се добити пигменти врло добре светлосталности, отпорности према атмосферским условима, а донекле и хемијске отпорности (на пример према штетном деловању сумпоровог-диоксида).

#### Цијанидни пигменти
Од цијанидних пигмената најважнији су комплексна једињења жељеза позната под називима: берлинско модрило, милори плава, париско плава или пруско плава. Одликују се одличном светлосталношћу и отпорношћу на атмосферске утицаје која разређењем опада, великом моћи бојења, добром отпорношћу на органске раствараче и слабе киселине, слабом отпорношћу на алкалије, те температурном стабилношћу до 150 °C.

#### Метални пигменти
Метални пигменти могу бити антикорозивни и декоративни. Од антикорозивних металних пигмената врло је важан цинков прах, а донекле и оловни прах. Оба су изразито антикорозивног деловања, а употребљавају се у производњи темељних боја за жељезо. Од декоративних металних пигмената данас је највише у употреби фино млевени алуминијум у облику праха или пасте. Приликом наношења и сушења боја могу се честице алуминијског праха различито понашати, па се с обзиром на то разликују две врсте пигмената. У првој врсти пигмената познатих под називом испливавајући (енг. leafing) већина честица алуминијског праха исплива на површину пре завршеног сушења, па суви филм има изглед чистог, сјајног метала. Осим своје декоративне улоге, такве превлаке имају и друга пожељна својства као што су рефлексија топлотних зрака, отпорност на атмосферске утицаје и хемијске агенсе, непропусност за воду и влагу, велика моћ покривања и већа трајност, а употребљавају се за заштиту мостова, далековода, резервоара и слично. У другој врсти металних пигмената, неиспливавајући пигменти (енг. nonleafing) честице алуминијског праха равномерно се распоређују у целом филму, па он има изглед и боју метала, али не рефлексију и сјај. Алуминијски прах таквих својстава употребљава се сам или у комбинацији с обојеним пигментима у производњи метализираних лакова за аутомобиле.

#### Чађ
Чађ је фино диспергирани угљеник (од 90 до 99% угљеника) који настаје распадом, најчешће непотпуним изгарањем, органских материја. Чађи се разликују према врсти сировине за њихову производњу и према производном поступку. Тиме су одређена и њихова својства, од чађи веома ситних честица, дубоко црних тонова, веома велике моћи покривања и моћи бојења, до чађи већих примарних честица, тамносивих тонова, слабије моћи бојења и моћи покривања. Све се чађи одликују изванредном светлосталношћу, отпорношћу на атмосферске утицаје и хемијске материје, те температурном стабилношћу до 250 °C. Употребљавају се за производњу свих врста црних и сивих боја и лакова, од најједноставнијих уљаних боја до висококвалитетних аутомобилских лакова.

### Органски пигменти
Као органски пигменти (пигментна бојила) употребљавају се нака органска чврста једињења, која због своје обојености дају превлакама жељени декоративни изглед, а нерастворна су у материји у којој се примењују. Према хемијском саставу разликује се неколико група органских пигмената.

#### Азо-пигменти
У групу азо-пигмената убрајају се моноазо-пигменти (жути, наранчасти и црвени), диазо-пигменти (жути и наранчасти), азо-кондензацијски пигменти (од жутих преко црвених до смеђих) и тешко растворне соли анјонских азо-боја (углавном црвени пигменти). Моноазо-пигменти одликују се врло добром светлосталношћу у пуном тону, која најчешће разређењем опада, те врло добром хемијском отпорношћу. Међутим, њихова отпорност према органским растварачима, а тиме и према могућности прелакирања, врло је слаба. То исто вреди и за температурну стабилност која не прелази 80 °C. Због наведених својстава употреба им је ограничена на индустријске лакове сушиве на ваздуху, унутрашње и спољне боје за зидове (фасадне боје) и слично. Њихова је предност у томе што им је цена с обзиром на остале пигменте ниска. Својства диазо-пигмената јесу врло добра хемијска отпорност, добра отпорност према органским растварачима, те температурна стабилност до 200 °C уз осредњу светлосталност. Њихова је најважнија примена у штампарству (за штампарске боје). Својства азо-кондензацијских пигмената знатно се разликују од својства осталих азо-пигмената, па су више налик својствима карбонилних пигмената. Тешко топљиве соли анјонских азо-боја врло су отпорне према органским растварачима, а постојане су до 160 °C. Слабо су отпорне према хемијским агенсима и нису посебно светлосталне. Употребљавају се у производњи индустријских лакова сушивих на ваздуху и у пећи. Више се примењују као штампарске боје.

#### Фталоцијанински пигменти
Пигменти групе фталоцијанина и осталих органометалних комплекса (од којих су најважнији фталоцијански плави и зелени пигменти), затим групе карбонилних (или полицикличких) пигмената и групе азинских и диоксазинских пигмената, одликују се врло добром светлосталношћу, добром или врло добром отпорношћу према органским растварачима, врло добром хемијском отпорношћу и врло добром температурном постојаношћу. Пигменти тих група по својим својствима одговарају највишим захтевима и могу се употребити у свим врстама превлака плавих нијанси, али се због високе цене примењују само када остали пигменти не задовољавају, на пример за аутомобилске лакове, за лакирање лимених трака (енг. coil coating) и слично. Од тих група могу се издвојити фталоцијански пигменти чија је употреба због изврсних својстава и доста ниске цене веома раширена.